# انی سفلی
انی سفلی روستایی است که در استان اردبیل، شهرستان گرمی، بخش مرکزی، دهستان انی قرار دارد.

## جمعیت
بر اساس سرشماری سال ۱۳۸۵ جمعیت این روستا ۵۵۰ نفر با ۱۰۴ خانوار بوده‌است.